# Vicent Alonso
Vicent Alonso i Catalina, né le 21 mai 1948 à Godella, Pays Valencien, est poète, traducteur et critique littéraire.

## Biographie
Il est professeur de Littérature catalane à l'université de Valence. En 1986, il a fondé et dirigé la revue littéraire Daina, publiée à Valence jusqu'en 1991, et après ça il a promu une nouvelle publication, Caràcters, qui au fil du temps est devenue la revue de référence sur l'actualité littéraire en langue catalane. Dans ces magazines et d'autres (El Temps, Caplletra) et dans les journaux Avui, Levante-EMV, El País, il a publié de nombreux articles d'opinion et de critique littéraire. Dans l'édition valencienne de ce dernier, il tenait une chronique bimensuelle sur les livres et les thèmes culturels. Il a traduit des ouvrages de Charles Baudelaire, de Tristan Tzara, et sa traduction des essais complets de Michel de Montaigne est apparue entre 2006 et 2008 en trois volumes.
Sa poésie « montre le voyage amoureux impliqué dans la création poétique, un voyage à travers les mots vers le silence, donc, comme une forme de connaissance ».

## Œuvre

### Poésie
- Vel de claredats. Valence: Prometeo, 1983.
- Albes d'enlloc. Barcelone: Edicions 62, 1985.
- Ritme de clepsidra. Valence: Tres i Quatre, 1986.
- Cercles de la mirada. Alzira: Bromera, 1998.
- Del clam de Jasó. Barcelone: Cafè Central/Eumo, 2002.
- En l'aspre vent del nou món. Barcelone: Cafè Central/Eumo, 2012.
- Vinces. Barcelone: Cafè Central/Eumo, 2016.

### Prose
- Les paraules i els dies. Alzira: Bromera, 2002.
- Trajecte circular. Notes d'un dietari. Alzira: Bromera, 2004.

### Traductions
- Charles Baudelaire, Petits poemes en prosa (en collaboration avec Anna Montero). Barcelone: El Mall, 1984.
- Charles Baudelaire, Els paradisos artificials. Barcelone: El Mall, 1985.
- Tristan Tzara, L'home aproximatiu. Valence: Gregal, 1986.
- Charles Baudelaire, El meu cor al descobert. Valence: Albatros, 1993.
- Charles Baudelaire, L'Spleen de París. Valence: Eliseu Climent, 1994.
- Michel de Montaigne, Assaigs. Barcelone: Proa, livre I: 2006; livre II: 2007; livre III: 2008.

## Prix
- Prix Ausiàs March de poésie (1998)
- Prix de la critique Serra d'Or (2006)